# 임해규
임해규(林亥圭, 1960년 3월 7일 ~ )는 대한민국 정치인이다. 
제2·3·4대 부천시의원을 지내고 한나라당 소속으로 제17·18대 국회의원을 역임하였다. 19대 총선에서는 민주당 김경협 의원에 밀려 낙선하였다. 제12대 경기연구원장과 백석문화대학교 유아교육과 부교수를 역임하였다.

## 학력
- 1973년 서울남성초등학교 졸업
- 1976년 선린중학교 졸업
- 1979년 양정고등학교 졸업
- 1994년 서울대학교 교육학과 학사
- 2001년 서울대학교 대학원 교육학 석사
- 2011년 서울대학교 대학원 교육학 박사

## 경력
- 1995년 ~ 2005년: 제2,3,4대 부천시의회 의원
- 1996년 ~ 2000년: 국회의원 김문수 사무국 국장
- 1996년: 부천 교육연대 지도위원
- 1998년: 부천경실련 명예집행위원
- 부천생활협동조합 이사
- 2000년 ~ 2002년: 부천판타스틱영화제 조직위원회 조직위원
- 2000년 ~ 2002년: 부천문화재단 이사
- 부천지역정보센터 이사
- 부천중기지방재정위원회 위원
- 2001년 ~ 2003년: 성공회대학교 가톨릭대학교 외래교수
- 2002년 ~ 2003년: 가톨릭대학교 외래교수
- 2003년 ~ 2004년: 한나라당 원미구갑 지구당 위원장
- 2005년 ~ 2012년 2월: 한나라당 경기도당 부천시 원미구갑 당원협의회 운영위원회 위원장
- 2006년 ~ 2012년 2월: 한나라당 경기도당 정책본부 본부장
- 2006년: 한나라당 공천심사위원회 위원
- 2006년: 한나라당 원내부대표
- 2007년: 한나라당 공천심사위원회 위원
- 2007년: 17대 대통령선거 이명박후보 선거대책위원회 교육정책위원장
- 2008년: 한나라당 18대 총선 공천심사위원회위원
- 2008년 ~ 2012년 2월: 한나라당 경기도당 수석부위원장
- 2008년 ~ 2012년 2월: 한나라당 대외협력위원장
- 2012년 2월: 새누리당 경기도당 부천시 원미구갑 당원협의회 운영위원회 위원장
- 2012년 2월: 새누리당 경기도당 정책본부 본부장
- 2012년 ~ 2014년: 서울대학교 초빙교수
- 2012년 2월: 새누리당 경기도당 수석부위원장
- 2014년 9월 ~ 2017년: 제12대 경기연구원 원장
- 2015년 3월 31일 ~ : 백석문화대학교 유아교육과 부교수[1]
- 2017년 2월 6일 ~ : 경기교육포럼
- 2018년 2월 10일 ~ : 임해규와 함께, 신나는 미래학교로 대표
- 2018년 4월 12일 ~ : 백석문화대학교 교수
- 2018년 5월 28일 ~ : 교육정책임해규에게 이야기 하고 싶어요 대표
- 2018년 5월 30일 ~ : 임해규가 간다 대표
- 2018년 6월 6일 ~ : 우리 서로 공유해요. 대표
- 2019년 1월 ~ 2020년 2월 : 자유한국당 경기도당 부천시 원미구(을) 당협위원장
- 2019년 4월 : 자유한국당 신정치혁신특별위원회 - 정치혁신소위원회 위원장

### 의정 활동
- 2005년 10월 ~ 2008년 5월: 제17대 한나라당 국회의원(경기 부천 원미갑)
- 2005년 10월 재보선에서 당선 국회 입성
- 2005년 12월 ~ 2008년 5월: 국회 교육위원회 위원
- 2006년 ~ 2008년: 국회 교육위원회 한나라당 간사
- 2007년 ~ 2008년: 국회 예결산특별위원회 위원
- 2008년 5월 ~ 2012년 5월: 제18대 한나라(새누리)당 국회의원(경기 부천 원미갑)
- 2008년 ~ 2012년 2월: 한나라당 교육과학기술위원회 한나라당 간사
- 2008년: 국회 민생안정대책특별위원회 위원
- 2010년 8월: 한나라당 서민정책특별위원회 서민영유아대책소위원회 위원장
- 2011년 4월: 한나라당 경기도당 뉴타운사업대책특별위원회 위원장
- 2011년 6월: 한나라당 등록금대책특별위원회 TF팀장
- 2011년 8월: 아이키우기 좋은 아름다운 세상 만들기 특별위원회 위원장
- 2012년 2월: 새누리당 교육과학기술위원회 새누리당 간사

## 전과
- 국가보안법위반: 징역 2년, 자격정지 2년, 집행유예 3년 - 1991년 6월 28일 선고[2]

## 저서
- 라스트모히칸(영화번역)
- 도시의 웃음 도시의 희망
- 교육백년대계
- 교육대통령대계
- 교육에서 학습으로
- 임해규의 미래학교

## 역대 선거 결과
|  | 36.52% |

|  | 54.33% |

|  | 62.49% |

|  | 33.76% |

|  | 50.50% |

|  | 51.75% |

|  | 40.77% |

|  | 23.52% |